# Eetes

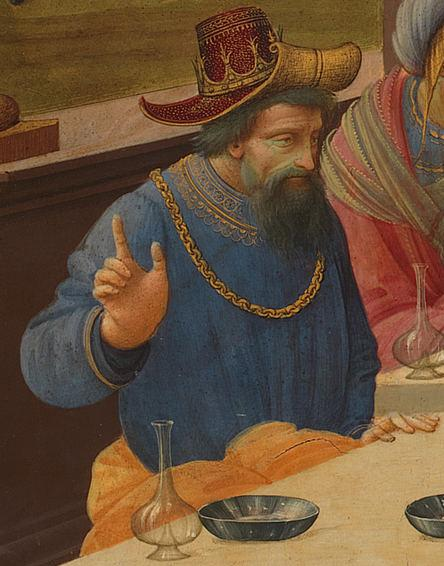
El rey Eetes (detalle de la pintura de 1487 Los argonautas en la Cólquide, de Bartolomeo di Giovanni).

En la mitología griega, Eetes o Aetes (en griego: Αἰήτης, latín: Aeētes o Aeēta) era el rey de la Cólquida (actual Georgia) y uno de los principales antagonistas en el periplo del viaje de los argonautas. Epiménides opina, no obstante, que era corintio de raza.
Eetes es descrito, ya en la Teogonía, como hijo de Helios y Perseis, hija de Océano. De esta unión también nació Circe. Se dice que por decisión de los dioses Eetes se casó con otra oceánide, de hermosas mejillas, llamada Idía. Eetes e Idía fueron los padres de la célebre (o infame) Medea. O bien de esa unión también nació Apsirto. En otras fuentes la madre de Eetes, siempre en unión con Helios, puede ser la oceánide Éfira, o unas tales Antíope o Astérope. Apolonio dice que Eetes tomó como primera esposa a Asterodea, una ninfa del Cáucaso, con la que engendró a Apsirto. Más tarde Eetes se desposaría con Idía.De Calcíope o Yofosa, la otra hija de Eetes, no se indica quién era la madre. Versiones menores cambian la identidad de la consorte de Eetes, llamándola Neera, una nereida, o Clitia, una oceánide, o también las desconocidas Ipsia y Eurílita.
En la Descripción de Grecia de Pausanias, citando como fuente al poeta Eumelo de Corinto, se dice que Eetes reinó en Éfira antes de marchar a la Cólquida. Tiene que ser el mismo Aetes que nombra Plinio el Viejo, aunque no es suficiente para lograr un tinte verosímil fuera del ámbito mítico.  
Eetes es uno de los personajes principales de la historia de los argonautas y el vellocino de oro. Ino, la segunda esposa de Atamante, odiaba a Frixo y a Hele, que eran hijos del primer matrimonio de su marido. Para deshacerse de ellos, Ino prendió fuego bajo el suelo de los graneros, de forma tal que el grano se tostó y no pudo ser apto para el cultivo del año siguiente. Los campesinos, temiendo una gran hambruna, consultaron al oráculo más cercano. Este, que había sido sobornado por Ino, les indicó que para evitar el hambre debían sacrificar a Frixo y a Hele. Pero justo cuando se disponían a hacerlo un cordero dorado enviado por Néfele (la madre natural de los muchachos) los rescató y se los llevó volando por los aires. Hele, entusiasmada por la sensación de volar, dejó de agarrarse a la piel del vellocino y cayó al mar, denominado desde entonces Helesponto en su honor. El cordero consiguió, pues, llevar únicamente a Frixo hasta la Cólquida, donde lo recibió el rey Eetes con grandes honores y le dio a su hija Calcíope como esposa. En agradecimiento, Frixo sacrificó el cordero a los dioses y entregó su vellocino de oro al rey Eetes, que lo ató a un árbol sagrado.

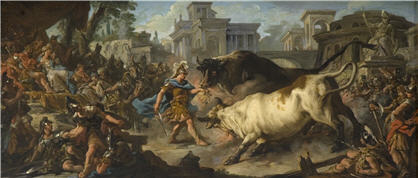
Pintura al óleo de 1742 o de 1743, obra de Jean-François de Troy: Jasón doma los toros de Eetes. Barber Institute of Fine Arts (Instituto Barber de Bellas Artes), de la Universidad de Birmingham.^{}

Cuando Jasón y los argonautas llegaron a la Cólquida y reclamaron el vellocino de oro, el rey Eetes les prometió que se lo entregaría solo si eran capaces de realizar ciertas tareas. En primer lugar, Jasón tenía que uncir dos toros que echaban fuego por la boca y arar con ellos un campo dedicado a Ares. Una vez arado, debía sembrar allí los dientes del dragón que había matado Cadmo. Cuando el héroe hizo esto, ayudado por una poción que le hizo Medea para evitar el fuego, vio cómo de los dientes surgía un ejército de soldados completamente armados. Pero Medea le advirtió de lo que iba a pasar y le enseñó la forma de librarse del ejército mágico: lanzando una piedra entre ellos, los soldados, que no sabrían quién la había arrojado, lucharían entre sí hasta la muerte.
Después de salir airoso de esta prueba, Eetes le ordenó que matara al dragón que custodiaba el vellocino y que nunca dormía. Medea consiguió dormir al monstruo con unas hierbas especiales, permitiendo así que Jasón cogiera el preciado trofeo y pudiera regresar a su patria. 
Cuando Medea, perdidamente enamorada de Jasón, huyó con los argonautas, Eetes los persiguió con sus naves. Cuando pensaba que iba a darles alcance vio cómo Medea mataba a su propio hermanastro, Apsirto, y arrojaba, troceado, su cuerpo al mar. El desconsolado padre se entretuvo recogiendo uno por uno los restos de su hijo, lo que dio ventaja a los argonautas para que pudieran escapar. 
Cuando los argonautas llegaron a Córcira se detuvieron para celebrar el feliz resultado de su expedición. Eetes envió emisarios ante el rey de la isla para solicitar que le devolvieran a su hija. Pero Medea había suplicado la protección de la reina, Arete, que no dejó dormir a su marido en toda la noche narrándole lo cruelmente que habían tratado los padres a las hijas huidas a lo largo de la historia. Así, cuando el rey Alcínoo se levantó, no se amilanó con los argumentos de Eetes, y dictaminó que entregaría a Medea solo si esta no se había unido a Jasón. Pero Arete había advertido ya a Medea del juicio que iba a emitir su marido, por lo que esta tuvo tiempo de improvisar una boda con Jasón y evitar así regresar a su patria. Tampoco quisieron volver los emisarios de Cólquida, temerosos de la ira de su rey, y se establecieron en la isla.
Cuando Eetes se enteró, un año más tarde, exigió iracundo una compensación por la pérdida de su hija. Pero se la denegaron alegando que él aún no había pagado compensación por el rapto de Ío por parte de sus hombres.
Años más tarde, Eetes perdió su reino a manos de su propio hermano Perses. Pero Medea, con quien ya se había reconciliado, acudió en su ayuda con su hijo Medo, que derrotó a Perses y devolvió el trono a su abuelo. Cuando este murió en un combate naval en el Ponto Euxino, Medo unió su reino al de la Cólquida, creando así el Imperio Medo.